# Parafia św. Marcina Biskupa i św. Zofii w Godynicach
Parafia świętego Marcina Biskupa i świętej Zofii w Godynicach – parafia rzymskokatolicka, znajdująca się w diecezji kaliskiej, w dekanacie Złoczew.